# 1572 en arts plastiques
| Années des arts plastiques : 1569 - 1570 - 1571 - 1572 - 1573 - 1574 - 1575    |
| Décennies des arts plastiques : 1540 - 1550 - 1560 - 1570 - 1580 - 1590 - 1600 |

Cette page concerne l'année 1572 en arts plastiques.

## Œuvres
- Portrait de Charles de Guise d'El Greco

## Naissances
- 31 juillet : Martin Beheim, peintre allemand († 18 février 1623),
- ? :
  - Fabrizio Boschi, peintre baroque italien de l'école florentine († 6 juin 1642),
  - Abraham van den Blocke, architecte et sculpteur prussien d'ascendance flamande († 31 janvier 1628),
  - Philippe Danfrie, médailleur français († 12 février 1604),
  - Juliaen Teniers, peintre flamand († 11 mars 1615),
- Vers 1572 :
  - Giovanni Bernardino Azzolini, peintre maniésiste italien († 12 décembre 1645),
  - Jan Antonisz van Ravesteyn, peintre néerlandais († 21 juin 1657).

## Décès
- 27 août : Mirabello Cavalori, peintre maniériste italien (° 1520),
- 22 septembre : François Clouet, peintre et dessinateur français. Peintre du Portrait de Pierre Quth, du bain de Gabrielle d'Estrées, de portraits officiels d’Henri II, de Charles IX, de Jeanne d'Albret ou de Marguerite de France,
- 23 novembre : Bronzino, (Agnolo di Cosimo), peintre officiel de la cour des Médicis à Florence représentant du maniérisme toscan, (° 17 novembre 1503),
- ? :
  - Giovanni Antonio Fasolo, peintre maniériste italien actif dans la république de Venise (° 1530),
  - Lorenzo Rustici, peintre italien de l'école siennoise (° 1512),
  - Benedetto Tola, musicien et peintre italien (° 1525).